# (39882) Edgarmitchell
(39882) Edgarmitchell est un astéroïde de la ceinture principale.

## Description
(39882) Edgarmitchell est un astéroïde de la ceinture principale. Il fut découvert le 1er mars 1998 à La Silla par Eric Walter Elst. Il présente une orbite caractérisée par un demi-grand axe de 3,08 UA, une excentricité de 0,11 et une inclinaison de 10,0° par rapport à l'écliptique.

## Compléments